# AS-202
AS-202 (SA-202) — 20-й старт по программе Аполлон, 2-й полёт корабля Аполлон, использовалась ракета-носитель Сатурн-1Б, состоялся 25 августа 1966 года.

## Предыстория
AS-202 стал третьим (а не вторым) испытательным пуском Сатурна-1Б, так как из-за неготовности предназначенного для него космического корабля Аполлон (CSM-011) следующий по программе запуск AS-203 состоялся раньше — 5 июля 1966 года. Чтобы увеличить объём испытаний по сравнению с AS-201, планировалось в 2,5 раза поднять высоту и продолжительность полёта, что давало возможность четырежды запустить двигатель корабля.
Полёт был также необходим для проверки теплозащитного экрана командного модуля на этапе торможения в атмосфере. При тепловом потоке 260 мегаджоулей на квадратный метр выделяется столько энергии, что в 1966 году хватило бы всему Лос-Анджелесу в течение более одной минуты.
Образец CSM-011 был близок к окончательному варианту корабля Аполлон и способен принять экипаж, хотя ложементы для астронавтов и часть оборудования приборной панели не были установлены. Это был первый полёт корабля с системами управления и ориентации, а также кислородно-водородными топливными элементами системы электропитания.
Успех этого полёта показал бы готовность ракеты Сатурн-1Б и корабля Аполлон в варианте Блок I к доставке астронавтов на земную орбиту и безопасному возвращению.

## Полёт
Пуск AS-202 состоялся 25 августа 1966 года со стартового стола № 34. Первая ступень отработала штатно, её двигатели в течение чуть менее двух с половиной минут подняли ракету до высоты 58,2 км и отнесли на расстояние 56,3 км от стартовой площадки. Двигатели второй ступени проработали ещё около семи с половиной минут, выведя космический корабль на баллистическую траекторию.
Корабль отделился от второй ступени S-IVB на высоте 777,5 км. Было предусмотрено четыре включения его маршевого двигателя. Первое произошло спустя несколько секунд после отделения, двигатель работал 3 минуты 35 секунд, подняв космический корабль в точку апогея — 1 128,6 км. Второй импульс был дан через 25 минут и длился 1 минуту 28 секунд. Ещё два включения, каждое по 3 секунды, были проведены с интервалом 10 секунд, чтобы проверить возможность быстрого перезапуска двигателя.
Маршевый двигатель разогнал космический корабль до 8 900 метров в секунду при входе в атмосферу. Возвращение было «американскими горками» — командный модуль сначала снизился в атмосфере до 67 км, затем поднялся до 81 км, потеряв 1 300 метров в секунду скорости, и лишь после этого продолжил спуск. Основные парашюты раскрылись на высоте 7 250 метров. Командный модуль приводнился в 370 км от расчётного места, в точке с координатами 16,12° с. ш. — 168,9° в. д., авианосцу Hornet потребовалось 8 часов 30 минут, чтобы дойти до него.

## В настоящее время
Командный модуль ныне демонстрируется на авианосце Hornet, превращённом в музей, в г. Аламида, штат Калифорния.

## Интересный факт
Так как только в полётах AS-201 и AS-202 стартовали корабли Аполлон, то они неофициально были известны как Аполлон-1 и Аполлон-2 (при запуске AS-203 ракета несла лишь головной обтекатель).
Весной 1967 года первый помощник руководителя NASA по пилотируемым космическим полётам доктор Джордж Э. Мюллер объявил, что полёт, не состоявшийся из-за трагической гибели В. Гриссома, Э. Уайта и Р. Чаффи, будет известен как Аполлон-1 и добавил, что ближайший пуск — старт Сатурна-5, намеченный на ноябрь 1967 года, назван Аполлон-4.
После заявления Мюллера старты AS-201 и AS-202 неофициально стали именоваться Аполлон-2 и Аполлон-3
.